# Svetlana Agapitova
Svetlana Yurevna Agapitova (en ruso: Светлана Юрьевна Агапитова; Leningrado, 8 de febrero de 1964) es una activista por los derechos humanos y periodista rusa.

## Biografía
Agapitova nació el 8 de febrero de 1964 en Leningrado, actual San Petersburgo. Se graduó en la facultad de periodismo de la Universidad Estatal de Leningrado en 1986. En 2012 se licenció en Derecho, graduada en la Academia Rusa de Economía Nacional y Administración Pública bajo la presidencia de la Federación Rusa.
En 1989 se convirtió en fundadora de la agencia de información y publicidad IMA-PRESS. En 1991 empezó a trabajar la cadena Televisión de San Petersburgo. En el canal Rossiya 1 dirigió un programa dedicado a la familia y la infancia.
El 23 de diciembre de 2009 se vinculó oficialmente con la oficina de la Defensoría del Niño en San Petersburgo. El 21 de enero de 2015 fue elegida Comisionada de Derechos de los Niños en la misma ciudad.
Agapitova ha sido acusada en repetidas ocasiones por activistas ortodoxos rusos de promover el aborto, la homosexualidad y la sodomía.